# 府中 (暴力団)
府中一家（ふちゅういっか）は、東京都府中市に本拠を置く指定暴力団・住吉会の3次団体。上部団体は三代目青田会。

## 住吉会三代目青田会初代府中一家
- 住吉会理事長、青田三代目、府中初代 長久保征夫

## 縄張り
- 府中市、国分寺市、小金井市の一部

## 最高幹部
- 総長 - 長久保征夫（住吉会・筆頭常任相談役・三代目青田会会長）
- 総長代行 -
- 理事長 -
- 本部長 -
- 事務局長兼国分寺責任者 - 石山秀明
- 事務長 -
- 会長付 -
- 代行付 -
- 小金井責任者 -
- 本部責任者 -
- 相談役 -